# Chrysotus pallipes
Chrysotus pallipes är en tvåvingeart som beskrevs av Friedrich Hermann Loew 1861. Chrysotus pallipes ingår i släktet Chrysotus och familjen styltflugor. Inga underarter finns listade i Catalogue of Life.